# Quinto Cedicio Noctua
Quinto Cedicio Noctua  fue un político romano del siglo III a. C. perteneciente a la gens Cedicia. Alcanzó el consulado en el año 289 a. C. y fue elegido censor en el año 283 a. C., aunque tuvo que dimitir de su cargo quizá por la muerte de su colega.